# Wilhelm Voelkl

Wilhelm Voelkl (ca. 1901)

Wilhelm Voelkl (auch Völkl; * 9. August 1862 in St. Pölten; † 10. September 1912 ebenda) war ein österreichischer Fabrikant und Politiker des deutschnationalen Lagers. Er war von 1900 bis 1905 Bürgermeister von St. Pölten und von 1901 bis 1907 Abgeordneter zum österreichischen Reichsrat.

## Herkunft, Ausbildung und Beruf
Wilhelm Voelkl war Sohn eines wohlhabenden Bürgers in St. Pölten, sein Vater Wilhelm Theodor Voelkl († 1883) war zunächst Hausbesitzer und Essigsieder, später Kaufmann und Druckereibesitzer. Der Sohn besuchte bis 1876 das Realgymnasium in St. Pölten und dann die Handelsakademie in Wien. Die Matura legte er erst 1883 als Privatist ab, studierte dann Jus in Wien (1882–1887) und an der Deutschen Universität Prag, jedoch ohne einen Abschluss zu erreichen.
Wilhelm Voelkl war ein erfolgreicher Unternehmer und Besitzer zweier Zichorienkaffeefabriken (Firma R. & W. Voelkl, ab 1892): eine in Oberwagram (damals Gemeindeteil von Stattersdorf, heute zu St. Pölten), die 1906 geschlossen wurde, und eine in Trnava (Komitat Pressburg) in der heutigen Slowakei. Des Weiteren besaß er eine Garn- und Spielwarenfabrik sowie eine Brettersäge in Oberwagram.

## Politischer Aufstieg
Als Vertreter der Wirtschaftspartei wurde Voelkl in die St. Pöltner Gemeindevertretung gewählt. 1896 erreichte er mit seiner Fraktion, dass der Stadthaushalt, der durch die zahlreichen Bauvorhaben unter Bürgermeister Hermann Ofner stark belastet worden war, durch einen Ausschuss unter Führung von Freiherr Eugen von Aichelburg untersucht wurde. Das Ergebnis dieser Untersuchung zeigte zwar keinerlei Unregelmäßigkeiten, jedoch wurde klar, dass sich Ofner um die Sanierung der Stadtfinanzen kümmern müsse.
Für die Christlichsozialen unter Johann Wohlmeyer war das Ergebnis des Untersuchungsausschusses eine willkommene Gelegenheit, Bürgermeister Ofner und seine Partei, die Altliberalen, anzugreifen. Neben einer landesweiten Pressekampagne wurde vor allem im niederösterreichischen Landtag, aber auch im Reichsrat interveniert. Gemeinsam fassten die Christlichsozialen mit Voelkls Wirtschaftspartei 1897 den Beschluss, die Stadtfinanzen durch einen Landesausschuss überprüfen zu lassen. Diese Prüfung führte zu einem nahezu gleichen Ergebnis, einzig wurde die Stadt fortan von einem Kommissär überwacht. Als unmittelbares Ergebnis dieser Überwachung traten Ofner und, kurz darauf, sein Nachfolger Freiherr von Aichelburg zurück. Neuer Bürgermeister wurde Franz Ertl.

## Amtszeit als Bürgermeister und Abgeordneter

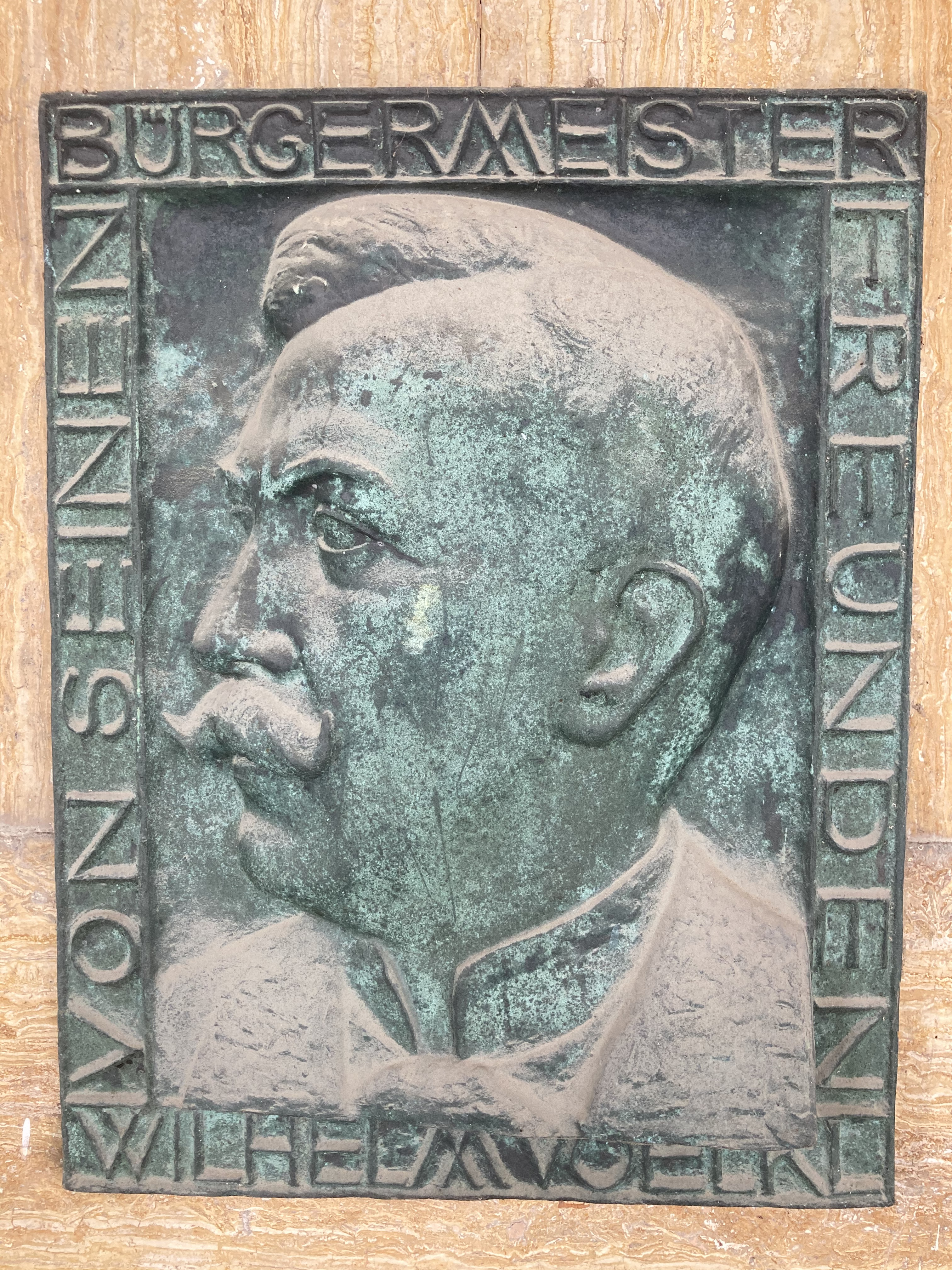
Bronzetafel am Ehrengrab

Weil Ertl 1900 nicht mehr kandidierte, unterstützte die Christlichsoziale Partei die Wahl Voelkls. Dieser wurde indirekt auch von den Sozialdemokraten, die keinen Kandidaten aufgestellt hatten, unterstützt. Als die Wahl geschlagen und Voelkl zum Bürgermeister ernannt worden war, sicherte er sich die Unterstützung der Liberalen, was zum Bruch mit seinen früheren Unterstützern führte.
Von 1901 bis 1907 gehörte Voelkl dem Abgeordnetenhaus im österreichischen Reichsrat an, wo er den 10. städtischen Wahlbezirk Niederösterreichs (St. Pölten, Waidhofen an der Ybbs, Amstetten, Klosterneuburg, Tulln u. a.) vertrat. Er war Klubmitglied im Verband der Deutschen Volkspartei. Ab 1902 gehörte er zusätzlich dem Landtag von Niederösterreich an.
Voelkls erbittertster politischer Gegner sowohl im Gemeinderat als auch im Landtag und Reichsrat war nach dem Bruch von 1900 Johann Wohlmeyer. Ihm gelang es 1903, den Gemeindeausschuss aufheben und Voelkl absetzen zu lassen. Ein Regierungskommissär führte die Amtsgeschäfte. Voelkl kehrte allerdings 1904 mit einem triumphalen Wahlsieg ins Bürgermeisteramt zurück. 
Die nervenaufreibenden politischen Auseinandersetzungen belasteten Voelkl jedoch so sehr, dass er am 19. November 1905 auf Grund einer psychischen Erkrankung als Bürgermeister zurücktrat und nach Wien zog. Er behielt jedoch bis zum Ende der Legislaturperiode 1907 sein Abgeordnetenmandat im Reichsrat. Da der niederösterreichische Landtag die Echtheit eines im November 1905 eingetroffenen Rücktrittsschreibens nicht anerkannte, wurde er dort bis 1908 als Mitglied geführt.
In seiner Amtszeit, die als eine der wichtigsten in der Geschichte der Stadt gilt, wurde der elektrische Strom eingeführt. Als nachhaltig für die Stadtentwicklung erwiesen sich die Ansiedlung einiger großer Industriebetriebe unter Mithilfe Voelkls. Darunter waren die Glanzstoff Austria, Voith und die Zentralwerkstatt der Reichsbahnen.

## Letzte Jahre

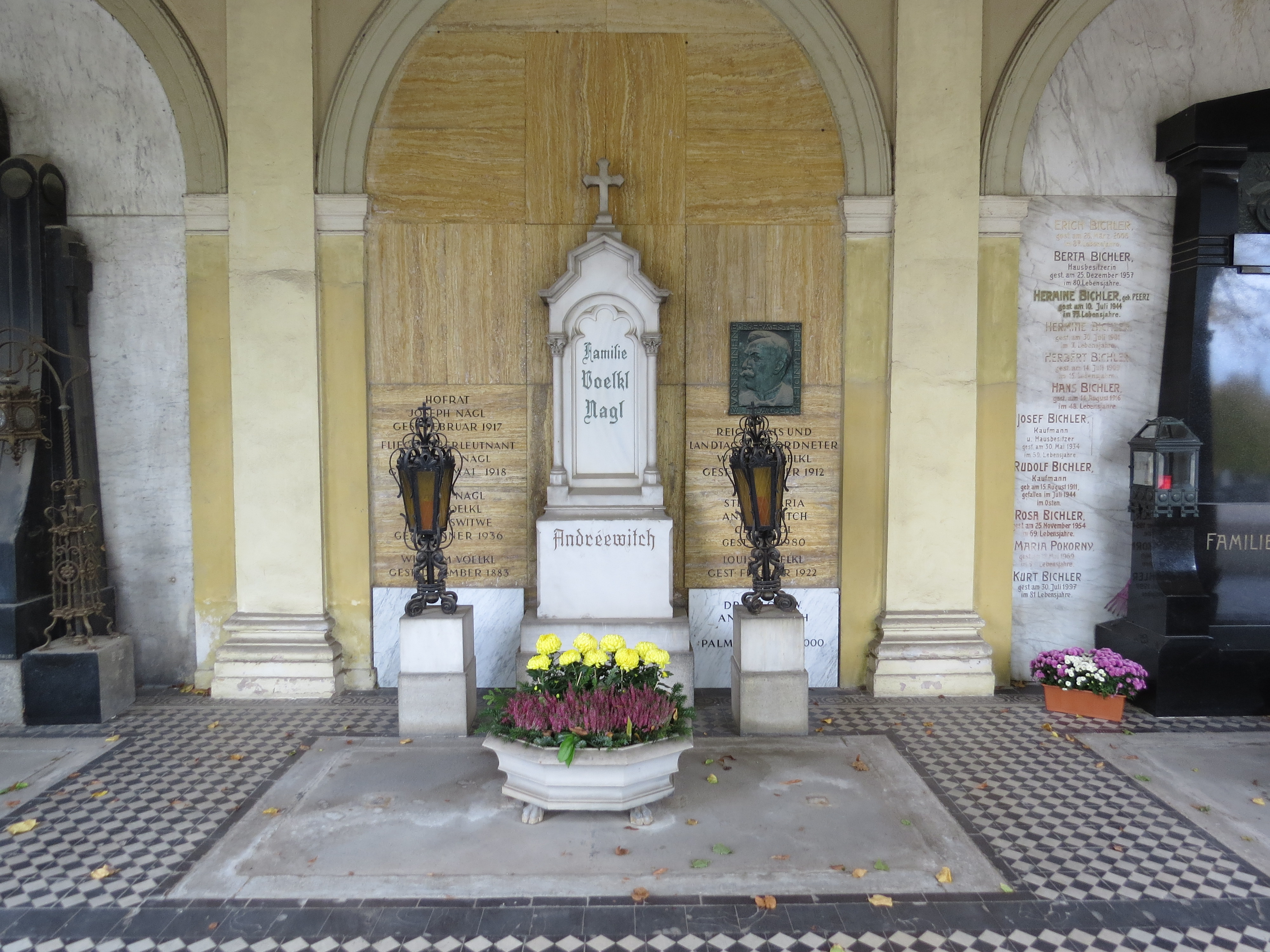
Ehrengrab am Hauptfriedhof St. Pölten

Im März 1907 wurde Voelkl wegen „Geisteskrankheit“ unter Sachwalterschaft (Kuratel) gestellt. Er starb am 10. September 1912 in seiner Heimatstadt und wurde am Hauptfriedhof St. Pölten bestattet.

## Ehrungen
- Voelklplatz in St. Pölten (seit 1909)[1]
- Ehrenbürgerschaft und Ehrengrab in St. Pölten[2]
- Ehrenbürgerschaft in Scheibbs (seit 1902)